# Vusumuzi Francis Mazibuko

Wappen von Vusumuzi Francis Mazibuko

Vusumuzi Francis Mazibuko OMI (* 17. Mai 1965 in Loskop) ist ein südafrikanischer römisch-katholischer Ordensgeistlicher und Apostolischer Vikar von Ingwavuma.

## Leben
Vusumuzi Francis Mazibuko trat 1990 der Ordensgemeinschaft der Oblaten der Unbefleckten Jungfrau Maria bei. Er studierte von 1990 bis 1992 Philosophie und Katholische Theologie am St. Joseph’s Theological Institute in Cedara und von 1992 bis 1995 in Lesotho. Mazibuko legte am 15. Januar 1990 die erste und am 17. Februar 1995 die ewige Profess ab. Am 27. April 1996 empfing er in Winterton das Sakrament der Priesterweihe.
Mazibuko war zunächst als Ausbilder am St. Joseph’s Theological Institute in Cedara tätig, bevor er 1997 Pfarrvikar der Pfarrei St. John in Estcourt wurde. Von 1999 bis 2002 wirkte er als Pfarrer und erneut als Ausbilder am St. Joseph’s Theological Institute in Cedara. 2002 wurde Vusumuzi Francis Mazibuko für weiterführende Studien nach Rom entsandt, wo er 2004 an der Päpstlichen Universität Gregoriana bei Donna Lynn Orsuto mit der Arbeit Insights from the spirituality of St Francis de Sales (1567–1622) for South Africa today („Impulse aus der Spiritualität des heiligen Franz von Sales (1567–1622) für das heutige Südafrika“) ein Lizenziat im Fach Spirituelle Theologie erwarb. Nach der Rückkehr in seine Heimat leitete er von 2005 bis 2011 das St. Joseph’s Theological Institute in Cedara. Danach fungierte er als Provinzial der Ordensprovinz KwaZulu-Natal der Oblaten der Unbefleckten Jungfrau Maria. Ab 2018 war Mazibuko Pfarrer der Pfarrei St. Mary in Pietermaritzburg.
Am 20. März 2023 ernannte ihn Papst Franziskus zum Apostolischen Vikar von Ingwavuma. Der Erzbischof von Durban, Mandla Siegfried Jwara CMM, spendete ihm am 3. Juni desselben Jahres vor der Kirche Our Lady in Mtubatuba die Bischofsweihe; Mitkonsekratoren waren der Bischof von Dundee, Graham Rose, und der Bischof von Mariannhill, Neil Augustine Frank OMI.

## Schriften
- Insights from the spirituality of St Francis de Sales (1567–1622) for South Africa today. Pontifical Gregorian University, Institute of Spirituality, Rom 2004, OCLC 896628135.